# Parnay (Maine i Loira)
Parnay és un municipi francès situat al departament de Maine i Loira i a la regió de País del Loira. L'any 2007 tenia 481 habitants.

## Demografia

### Població
El 2007 la població de fet de Parnay era de 481 persones. Hi havia 196 famílies de les quals 52 eren unipersonals (36 homes vivint sols i 16 dones vivint soles), 64 parelles sense fills, 68 parelles amb fills i 12 famílies monoparentals amb fills.
La població ha evolucionat segons el següent gràfic:
Habitants censats

### Habitatges
El 2007 hi havia 236 habitatges, 204 eren l'habitatge principal de la família, 21 eren segones residències i 11 estaven desocupats. 225 eren cases i 11 eren apartaments. Dels 204 habitatges principals, 158 estaven ocupats pels seus propietaris, 42 estaven llogats i ocupats pels llogaters i 4 estaven cedits a títol gratuït; 1 tenia una cambra, 16 en tenien dues, 24 en tenien tres, 54 en tenien quatre i 109 en tenien cinc o més. 171 habitatges disposaven pel capbaix d'una plaça de pàrquing. A 85 habitatges hi havia un automòbil i a 98 n'hi havia dos o més.

### Piràmide de població
La piràmide de població per edats i sexe el 2009 era:
| Homes | Edats   | Dones |
| ----- | ------- | ----- |
| 0     | 95 o +  | 0     |
| 0     | 90 a 94 | 0     |
| 0     | 85 a 89 | 0     |
| 0     | 80 a 84 | 0     |
| 16    | 75 a 79 | 16    |
| 8     | 70 a 74 | 4     |
| 16    | 65 a 69 | 12    |
| 16    | 60 a 64 | 8     |
| 4     | 55 a 59 | 12    |
| 8     | 50 a 54 | 4     |
| 28    | 45 a 49 | 20    |
| 8     | 40 a 44 | 20    |
| 16    | 35 a 39 | 16    |
| 20    | 30 a 34 | 24    |
| 20    | 25 a 29 | 16    |
| 8     | 20 a 24 | 8     |
| 32    | 15 a 19 | 12    |
| 20    | 10 a 14 | 12    |
| 36    | 5 a 9   | 16    |
| 12    | 0 a 4   | 16    |

## Economia
El 2007 la població en edat de treballar era de 320 persones, 243 eren actives i 77 eren inactives. De les 243 persones actives 215 estaven ocupades (116 homes i 99 dones) i 28 estaven aturades (16 homes i 12 dones). De les 77 persones inactives 29 estaven jubilades, 29 estaven estudiant i 19 estaven classificades com a «altres inactius».

### Ingressos
El 2009 a Parnay hi havia 204 unitats fiscals que integraven 492 persones, la mediana anual d'ingressos fiscals per persona era de 18.203 €.

### Activitats econòmiques
Dels 16 establiments que hi havia el 2007, 2 eren d'empreses alimentàries, 1 d'una empresa de fabricació d'altres productes industrials, 2 d'empreses de construcció, 2 d'empreses de comerç i reparació d'automòbils, 2 d'empreses d'hostatgeria i restauració, 1 d'una empresa d'informació i comunicació, 2 d'empreses immobiliàries, 2 d'empreses de serveis i 2 d'empreses classificades com a «altres activitats de serveis».
Dels 5 establiments de servei als particulars que hi havia el 2009, 2 eren paletes, 2 restaurants i 1 saló de bellesa.
L'any 2000 a Parnay hi havia 17 explotacions agrícoles que ocupaven un total de 220 hectàrees.

## Equipaments sanitaris i escolars
El 2009 hi havia una escola elemental integrada dins d'un grup escolar amb les comunes properes formant una escola dispersa.

## Poblacions més properes
El següent diagrama mostra les poblacions més properes.